# Русакова, Алла Александровна
А́лла Алекса́ндровна Русако́ва (урождённая Ельяшевич; 19 января 1923 — 30 июля 2013) — советский и российский искусствовед, автор ряда книг по истории русского и советского искусства, доктор искусствоведения.

## Биография
Алла Ельяшевич родилась 19 января 1923 года в семье российского политика и экономиста Александра Ельяшевича. В 1940 году поступила в Ленинградский институт живописи, скульптуры и архитектуры (ЛИЖСА, ныне Институт живописи, скульптуры и архитектуры имени И. Е. Репина), который окончила с отличием в 1948 году, получив диплом искусствоведа. Тема дипломной работы — «Портреты М. В. Нестерова». После окончания института работала научным сотрудником в Государственном Русском музее, а также была заведующим отделом графики и главным хранителем Научно-исследовательского музея Академии художеств СССР.
В 1952 году вышла замуж за искусствоведа Юрия Русакова, сына художников Татьяны Купервассер и Александра Русакова. В феврале 1967 года на заседании учёного совета Ленинградского государственного университета защитила кандидатскую диссертацию, основанную на монографии о творчестве художника В. Э. Борисова-Мусатова. С 1968 года в основном занималась научной и литературной деятельностью.
В 1980 году Алла Русакова защитила докторскую диссертацию по теме «Павел Кузнецов» (на основе одноимённой монографии о творчестве художника П. В. Кузнецова) и получила учёную степень доктора искусствоведения. Была членом Санкт-Петербургского (ранее Ленинградского) Союза художников (секция искусствоведения)  с 1956 года. 
Алла Русакова написала ряд монографий и статей, посвящённых истории русского и советского искусства XIX—XX веков, а также творчеству художников Виктора Борисова-Мусатова, Зинаиды Серебряковой, Михаила Нестерова, Павла Кузнецова и других. Работала над проблемами живописного символизма.
Скончалась 30 июля 2013 года.

## Сочинения А. А. Русаковой
- Михаил Васильевич Нестеров. — Ленинград, Художник РСФСР, 1964 (автор вступительной статьи)
- Виктор Эльпидифирович Борисов-Мусатов. — Ленинград—Москва, Искусство, 1966
- Михаил Васильевич Нестеров. Из писем. — Ленинград, Искусство, 1968 (2-е издание — 1988; составитель и автор вступительной статьи)
- Борисов-Мусатов. — Ленинград, Искусство, 1974
- Павел Кузнецов. — Ленинград, Искусство, 1977
- Михаил Нестеров. — Ленинград, Аврора, 1990
- Символизм в русской живописи: протосимволизм, Михаил Врубель, «Мир искусства», Виктор Борисов-Мусатов, «Голубая роза», Кузьма Петров-Водкин. — Москва, Искусство, 1995
- Символизм в русской живописи. — Москва, Белый город, 2001
- Зинаида Серебрякова. — Москва, Искусство — XXI век, 2006
- Зинаида Серебрякова. — Москва, Молодая гвардия, 2008 (2-е издание — 2011; 3-е издание — 2017)